# Samuele Muglia
Samuele Muglia (Massarosa, 20 ottobre 1992) è un hockeista su pista italiano, attaccante del CGC Viareggio.

## Caratteristiche tecniche
Alza e schiaccia 

## Palmarès

### Club

#### Competizioni nazionali
- Coppa Italia: 1

Breganze: 2018-2019
- Coppa Italia/Lega A2: 1

CGC Viareggio: 2023-2024